# Боцен (Ааргау)
Боцен (нім. Bözen) — громада  в Швейцарії в кантоні Ааргау, округ Бругг.

## Географія
Громада розташована на відстані близько 80 км на північний схід від Берна, 12 км на північ від Аарау.
Боцен має площу 4 км², з яких на 11,2% дозволяється будівництво (житлове та будівництво доріг), 66,8% використовуються в сільськогосподарських цілях, 21,8% зайнято лісами, 0,3% не є продуктивними (річки, льодовики або гори).

## Демографія
2019 року в громаді мешкало 804 особи (+15,4% порівняно з 2010 роком), іноземців було 15,3%. Густота населення становила 203 осіб/км².
За віковим діапазоном населення розподілялося таким чином: 16,8% — особи молодші 20 років, 66,2% — особи у віці 20—64 років, 17% — особи у віці 65 років та старші. Було 356 помешкань (у середньому 2,3 особи в помешканні).
Із загальної кількості 182 працюючих 37 було зайнятих в первинному секторі, 25 — в обробній промисловості, 120 — в галузі послуг.